# Zale amata
Zale amata là một loài bướm đêm trong họ Erebidae.